# Monarchie du Nord
 (avril 2020).
Si vous disposez d'ouvrages ou d'articles de référence ou si vous connaissez des sites web de qualité traitant du thème abordé ici, merci de compléter l'article en donnant les références utiles à sa vérifiabilité et en les liant à la section « Notes et références ».

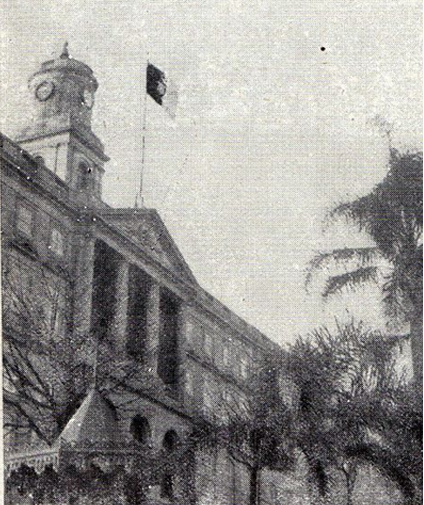
Le drapeau royal à Porto en 1919.

La Monarchie du Nord désigne la tentative de restauration monarchique qui s'est déroulée dans le Nord du Portugal de janvier à février 1919. Le mouvement est mené par Henrique Mitchell de Paiva Couceiro. Cependant, faute de soutien populaire et à cause d'une mauvaise organisation, le mouvement s'effondre le 14 février 1919. Cette brève période a été, en termes généraux, la dernière manifestation profonde de révolte monarchique avec l’usage de la force après l’établissement de la République au Portugal en 1910.